# Malov Do
Malov Do (en serbe cyrillique : Малов До) est un village du sud-ouest du Monténégro, dans la municipalité de Kotor.

## Démographie

### Évolution historique de la population
| 1948 | 1953 | 1961 | 1971 | 1981 | 1991 | 2003 |
| ---- | ---- | ---- | ---- | ---- | ---- | ---- |
| 72   | 94   | 96   | 79   | 34   | 8    | 11   |